# Gandekan (Wonodadi)
Gandekan is een bestuurslaag in het regentschap Blitar van de provincie Oost-Java, Indonesië. Gandekan telt 5970 inwoners (volkstelling 2010).